# Giuseppe Santini
Giuseppe Santini (Staffolo, 22 de setembro de 1735 – Staffolo, 24 de setembro de 1796) foi um abade e matemático italiano.

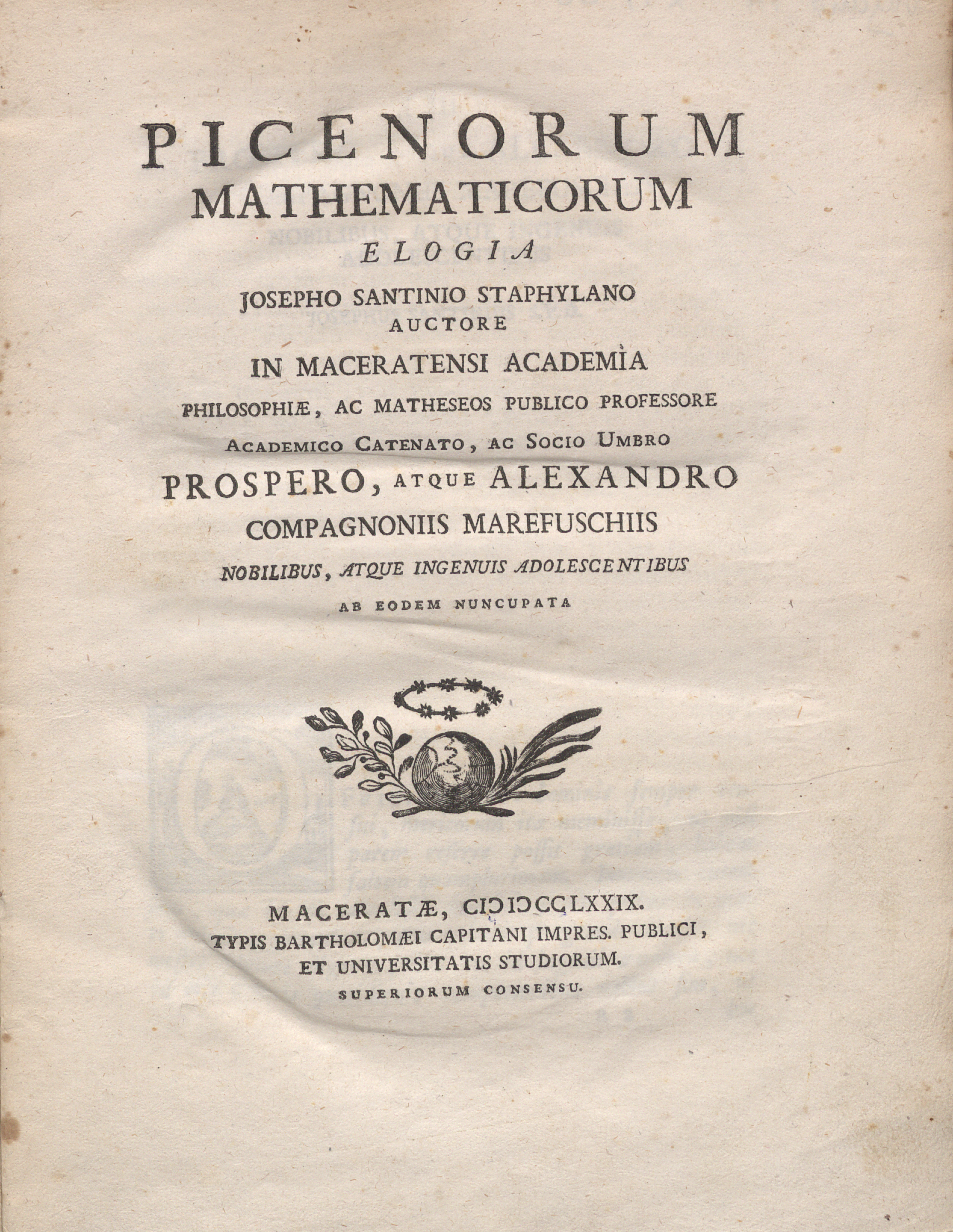
Picenorum mathematicorum elogia, 1779

Lecionou filosofia e matemática no Collegio di Osimo. Sua obra mais conhecida é Picenorum mathematicorum elogia, que fornece informações de relevância sobre o status da área acadêmica na época.

## Obras
- Santini, Giuseppe (1779). Picenorum mathematicorum elogia. Maceratae: Bartolomeo Capitani